# سیارک ۴۳۹۵۵
سیارک ۴۳۹۵۵ (به انگلیسی: 43955 Fixlmuller، نامگذاری:1997CE6) چهل و سه هزار و نهصد و پنجاه و پنجمین سیارک کشف شده‌است که در ۶ فوریه ۱۹۹۷ کشف شد.